# Leopold Bode

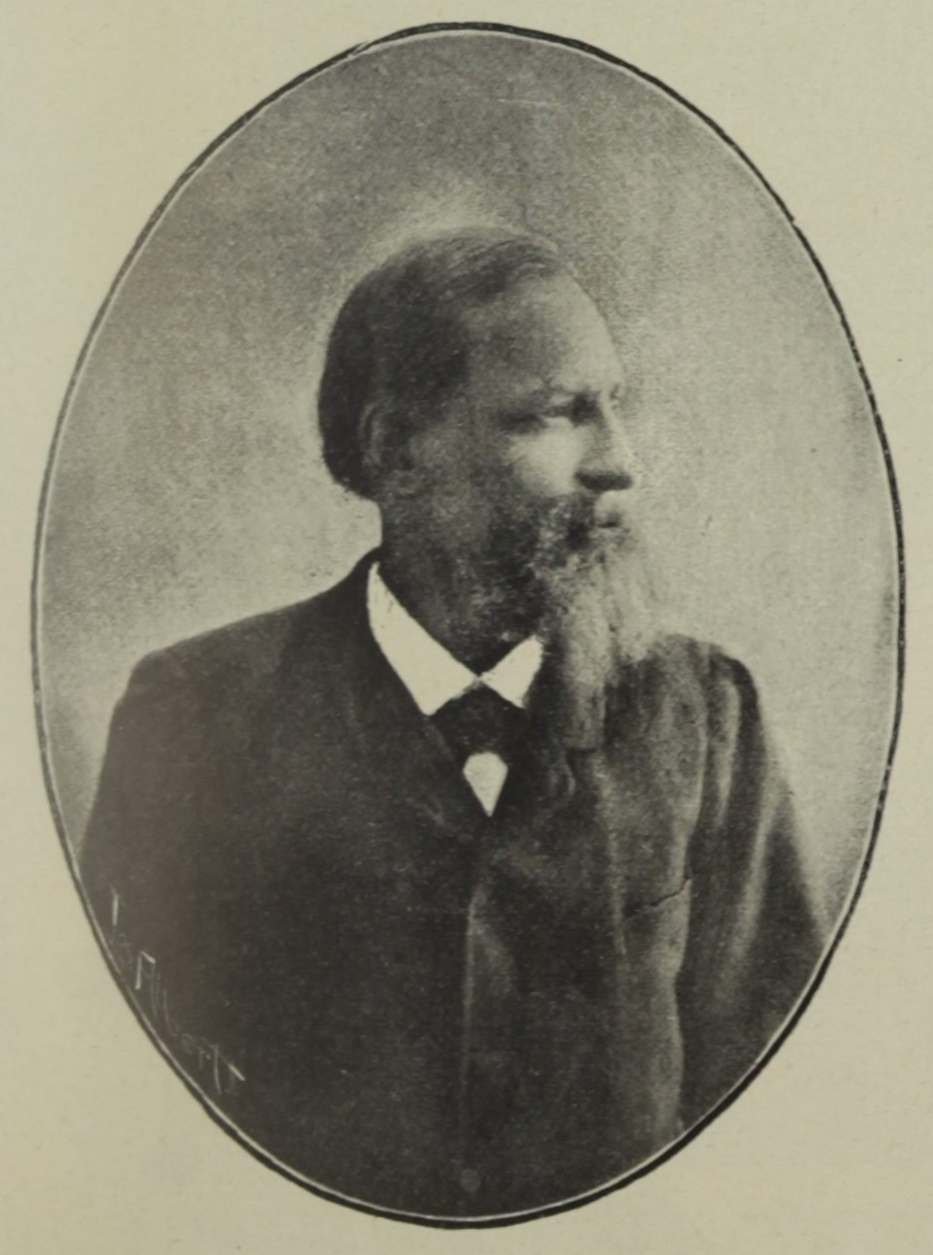
Leopold Bode, Photo von Joseph Albert

Christian Leopold Bode (* 11. März 1831 in Offenbach am Main; † 26. Juli 1906 in Frankfurt am Main) war ein deutscher Historienmaler und Grafiker.

## Leben
Bode wurde als ältester Sohn des Historien- und Landschaftsmalers Georg Wilhelm Bode und dessen Frau Anna Maria Lückhardt (1799–1870) geboren. Er war der älteste von drei Söhnen. Bei dem Vater nahm er den ersten Zeichen- und Malunterricht. Seit 1848 studierte er am Städelschen Kunstinstitut im benachbarten Frankfurt bei Jakob Becker und Johann David Passavant. 1851 wechselte er zu Eduard von Steinle, der ihn bis 1854 mit der Malerei der Nazarener vertraut machte.
1851 heiratete er Catharina Elisabeth Geiger (1826–1856). Aus dieser Ehe gingen vier Kinder hervor. Nach dem Tod seiner ersten Frau schloss er 1859 die Ehe mit deren Schwester Maria Margaretha, mit der er drei Kinder hatte. Lange Jahre belegte er am Städelschen Kunstinstitut ein Atelier, doch verfügte er ebenso über ein Atelier im Isenburger Schloss in Offenbach, das er erst 1883 aufgab, um endgültig nach Frankfurt-Sachsenhausen zu ziehen. Von dem Schloss fertigte er zahlreiche Außen- und Innenansichten an. Bode teilte seinen Lebens- und Arbeitsmittelpunkt gewissenhaft auf die konkurrierenden Städte Frankfurt und Offenbach auf, was zur heftigen Zeitungsfehde führte, da beide Städte den Meister jeweils für sich beanspruchten.
Zu seinem 70. Geburtstag wurde ihm 1901 von dem kunstfreudigen Großherzog Ernst Ludwig von Hessen der Professorentitel verliehen. Bode wurde auf dem Alten Friedhof Offenbach in einem Ehrengrab beigesetzt, eine Straße in Offenbach ist nach ihm benannt. 2011 tauchte das seit dem Zweiten Weltkrieg verschollene Tagebuch von Bode wieder auf und befindet sich nun im Stadtarchiv in Offenbach.

„Heute ist der bekannte Frankfurter Historienmaler Professor Leopold Bode im Alter von 75 Jahren gestorben. Er war ein Schüler Steinles. Seine populärsten Gemälde, die „Alpenbraut“, der „Graf von Habsburg“ und eine Szene aus der „Braut von Messina“, befinden sich in der Schack-Galerie in München.“

## Werk

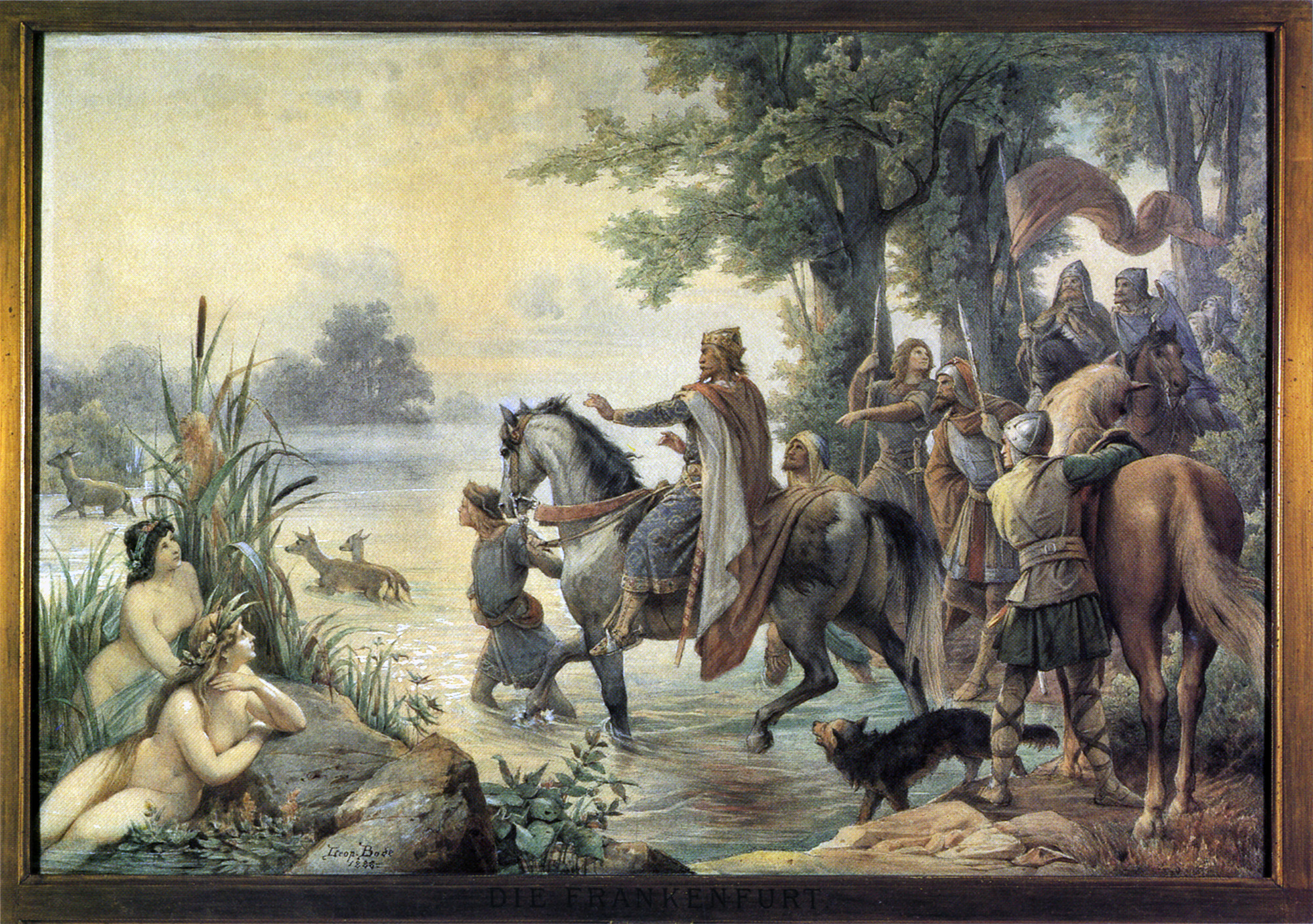
Die Entdeckung der Frankenfurt durch Karl den Großen, Aquarell, 1888. Historisches Museum Frankfurt

Anfangs malte Bode noch in dem von Steinle beeinflussten religiös fundierten nazarenischen Stil, um schließlich zum romantischen Historien-, Genre- und Porträtmaler zu werden.
Sein erstes wichtiges Ölgemälde stellte er 1855 fertig und suchte sich dafür mit dem „Besuch der Maria bei Elisabeth“ ein beliebtes religiöses Motiv aus. 1897 schuf er ein Altarbild für die neue evangelische Paulskirche in Straßburg. Von 1861 bis 1864 war er Steinles Gehilfe bei Fresko-Ausmalungen im Wallraf-Richartz-Museum in Köln. Anschließend war er mit Steinle bis 1866 an der Ausmalung der Chornischen in der Marienkirche in Aachen beschäftigt, die sich durch einen technischen Fehler nicht erhalten haben.
Weitere Ausmalungen führte er parallel mit Steinle aus: 1870 die Kapelle des Fürsten von Löwenstein in Kleinheubach und anschließend die Bilder mit Themen zu Sagen um Karl den Großen für Wilhelm Hermann Carl von Erlanger für einen Saal in dessen Nieder-Ingelheimer Villa. Nach Fertigstellung des Frankfurter Opernhauses war er 1880 war mit der Ausmalung des Treppenhauses und den Lünettenbildern im Anbau des Foyers nach Umrisszeichnungen von Steinle beteiligt. Es folgten zahlreiche Porträts prominenter Offenbacher Persönlichkeiten. 1896 malte er die Nischen der Trauerhalle des Frankfurter Südfriedhofs aus.
Bode war mit den Künstlern der Kronberger Malerkolonie freundschaftlich verbunden.
2011 erwarb das Offenbacher Stadtmuseum ein Konvolut mit 45 grafischen Landschaftsdarstellungen und Historienmotiven des Künstlers.

## Werke
- Schiller’s Lied von der Glocke. Mit Photographien nach Original-Zeichnungen von Leopold Bode. Heinrich Keller, Frankfurt am Main 1872. (Enthält in Mappe 12 Schwarz-Weiß-Fotografien)
- Shakespeare’s Wintermährchen. Mit vierzehn Photographien nach Originalgemälden von Leopold Bode. Heinrich Keller, Frankfurt am Main 1881